# Giải Hiệp hội các nhà phê bình phim người Mỹ gốc Phi 2003
Giải Hiệp hội các nhà phê bình phim người Mỹ gốc Phi 2003, vinh danh những thành tựu điện ảnh xuất sắc nhất năm 2003, được trao vào ngày 22 tháng 12 năm 2003.

## 10 phim hay nhất
1. The Lord of the Rings: The Return of the King
2. Lost in Translation
3. In America
4. Dirty Pretty Things
5. The Last Samurai
6. Finding Nemo
7. The Italian Job
8. Tupac: Resurrection
9. Cidade de Deus (City of God)
10. Mystic River

## Đối tượng nhận giải
- Giải thưởng thành tựu đặc biệt:
  - F. Gary Gray - The Italian Job